# 廣瀨直幹

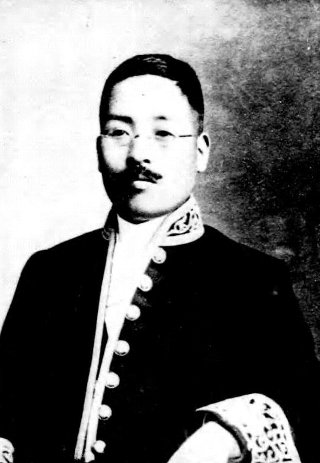
廣瀨直幹

廣瀨直幹（日语：／ Hirose Chokukan，1875年1月—1936年5月2日）是日本内务省官僚、官选宫崎县知事。旧姓丰田。

## 经历
廣瀨直幹出生于香川县。他是丰田官吾的次子，后做了广濑トセ的养子。高中毕业于第三高等学校。1904年毕业于京都帝国大学法科大学。1905年11月通过高等文官行政科考试，进入内务省，属栃木县。
此后历任栃木县警视、北海道厅事务官·第二部长、群马县事务官、和歌山县事务官·警察部长、内务书记官、长野县内务部长、德岛县内务部长、长崎县内务部长等职。
1919年8月就任宫崎县知事。对于新设立县立初中的地址，前任知事堀内秀太郎曾内定要设置在饫肥町（现日南市），但这个决定可能没有交接给广濑，所以他答应设置在下穗北村（现西都市；即妻中学校）。县议会因此出现了纠纷，有人向广濑投掷水壶。1921年6月，调任关东厅内务局局长。1927年退休。后担任东京市社会局局长。

## 脚注
1. 1 2 3 4 5  『新編日本の歴代知事』1085頁。
2. ↑  出自『朝日新聞』（東京本社（日语：朝日新聞東京本社）發行）1936年5月5日夕刊，第2版的訃報。
3. 1 2  『日本官僚制総合事典：1868 - 2000』187頁。
4. ↑  『官報』第7212号、明治40年7月15日。